# Sacrosanctum Concilium
La constitución Sacrosanctum Concilium sobre la sagrada liturgia es una de las cuatro constituciones conciliares emanadas por el Concilio Vaticano II. Fue aprobada por la asamblea de obispos con un voto de 2,147 a 4, siendo promulgada por el papa Pablo VI el 4 de diciembre de 1963. El objetivo principal de esta constitución fue aumentar la participación de los laicos en la liturgia de la Iglesia católica y a su vez llevar a cabo la actualización de la misma.

## Historia del texto
Ya en la consulta que la Secretaría de Estado hizo, de parte del papa, a todos los obispos sobre temas a tratar durante el concilio, 1461 de las respuestas trataban el tema de la liturgia y 42 específicamente de los sacramentos.
Todo ese material fue entregado a la comisión preparatoria sobre la liturgia, presidida por el cardenal Gaetano Cicognani y compuesta por 25 miembros y 37 consultores. El trabajo se subdividió en 13 subcomisiones que elaboraron una propuesta de esquema de 132 páginas que se llamó De sacra liturgia. El texto además de las reformas propuestas, contenía un fundamento bíblico y patrístico que lo hacía especialmente rico.
El 22 de octubre de 1962, el texto (que ya había sido entregado con anterioridad a los padres conciliares) fue presentado por el secretario de la nueva comisión litúrgica, el P. Ferdinando Antonelli. El texto recibió 360 propuestas por escrito y la discusión en aula se prolongó por 15 sesiones de la congregación general. Los temas más debatidos fueron los de la lengua a emplear en la liturgia, la posibilidad de implantar las concelebraciones, la comunión bajo dos especies y la reforma de la liturgia de las horas.
El 14 de noviembre se hizo una votación explorativa. El esquema obtuvo 2162 votos positivos y 46 en contra. Por tanto, la comisión litúrgica comenzó a trabajar para introducir las enmiendas requeridas, trabajo que continuó durante el período entre la primera y la segunda sesión conciliar.